# Salame gentile
Il salame gentile (o semplicemente "il gentile" - al zintìl in dialetto ferrarese) è un tipo di insaccato caratterizzato dal budello utilizzato. Tale budello è la parte terminale dell'intestino retto del suino ed ha la caratteristica di avere una parete di spessore elevato (mediamente fino a circa 2 mm) costituita prevalentemente di grasso. Il "Gentile" è prodotto con la stessa carne e la stessa concia del Salame all'aglio della tradizione ferrarese, benché sia nella produzione domestica, sia in quella casalinga, alcuni produttori  talvolta escludano l'aglio nella sua preparazione.

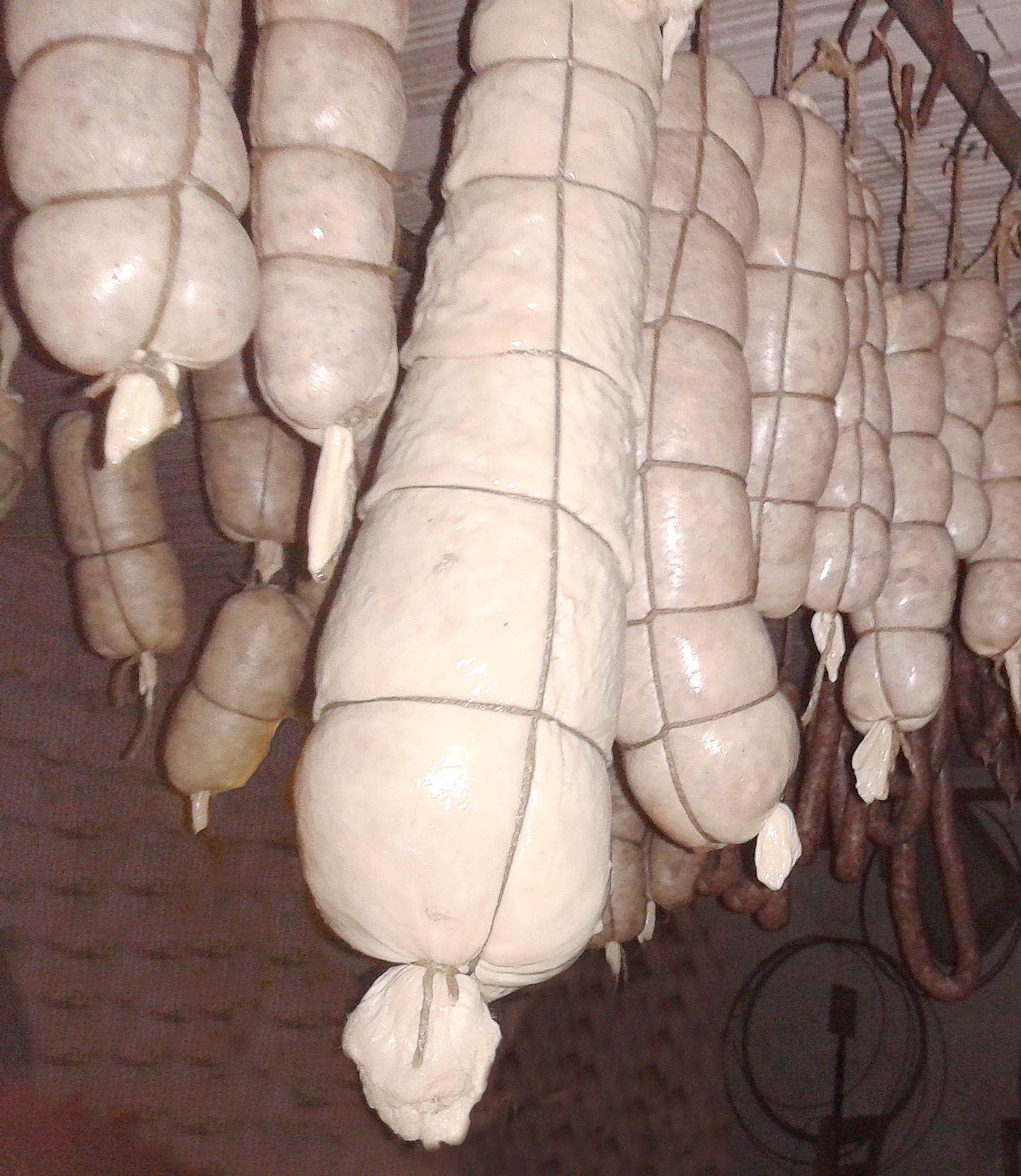
Salame gentile e sottogentili appena fatti, all'inizio della fase di asciugatura.

## Tipologie di budello per il salame gentile
L'intestino retto di ogni suino macellato viene destinato alla produzione di salami. Sulla base di questa considerazione si può ben comprendere come detto budello possa avere dunque diverse dimensioni dipendentemente dal peso e dall'età dell'animale. Tutti salumi insaccati in questo budello possono essere chiamati "gentili", certamente l'esito finale della consistenza del salame è decisamente diverso: più asciutto quello di dimensioni minori, anche a causa del minore spessore del budello, più morbido quello di dimensioni maggiori per lo spessore del budello che può arrivare in alcuni punti anche a 5–6 mm nei punti dove rimane per ragioni anatomiche un po' del grasso che si trova intorno al gentile.

## Effetti del budello durante la stagionatura
Le caratteristiche del budello usato hanno una rilevanza particolare nella produzione e stagionatura casalinga di questo salame. La parete grassa del budello, infatti, rallenta l'essiccazione della carne macinata e questo fatto consente una stagionatura lunga anche di 8-12 mesi a seconda della pezzatura del salame (salami molto grossi fino a 12 mesi; salami più piccoli intorno ai 6 mesi) pur mantenendo una buona morbidezza dell'impasto ed una buona omogeneità di essiccazione fra l'interno e la parte esterna del salame. 
Poiché l'intestino retto è lungo oltre 1,5 m vengono ricavati da esso altri salami più sottili chiamati ordinariamente "sottogentili" (sottzintil, nel dialetto ferrarese); questa parte del budello, conserva ancora un buono spessore di grasso, che consente una buona stagionatura anche fino a 4-6 mesi. Il sapore che si forma durante la stagionatura è tuttavia meno intenso rispetto al gentile di pezzatura più grossa, che assume un sapore ed un aroma più decisi.

### La fermentazione
L'essiccazione tuttavia è solo uno dei complessi fenomeni bio-chimici che avvengono nella stagionatura, questa dipende prevalentemente dal microclima e dalla presenza del sale che induce la disidratazione della carne. Ma l'intenso profumo del "gentile" è dovuto anche ad alcuni ingredienti come il pepe nero, la noce moscata ed il vino rosso (di gusto robusto e non pastorizzato) usati nella preparazione. Questi componenti insieme alla carne concorrono alla  fermentazione naturale che si sviluppa durante la lunga stagionatura dove avvengono trasformazioni fisico-chimiche attivate da microorganismi (batteri lattici) dotati del loro corredo enzimatico. Questi, per la loro azione sui grassi e le proteine, attuano una sorta di predigestione (lisi enzimatica) che rende i salumi particolarmente digeribili. Questi processi inoltre producono una significativa quantità di acido lattico nella carne che, associata alla ridotta quantità di acqua presente per la disidratazione, ne impedisce la decomposizione.

## Il "Gentile" e la "Zia"
Un risultato analogo di sapori - o anche superiore rispetto ad un gentile di grossa pezzatura - si ottiene anche con il "salame zia" o "zia ferrarese" (la zzié, in ferrarese) che è insaccato nella parte terminale dell'intestino cieco.  
Questa, come il "gentile", ha una parete del budello molto grassa, anche in misura maggiore del "gentile". La differenza con il gentile è che all'impasto di carne macinata - oltre ai normali condimenti (sale, pepe, noce moscata, vino rosso) - si aggiunge sempre l'aglio. La rilevante pezzatura di questo salume e la lunga stagionatura conferiscono alla "zia" armoniosi aromi.

## La produzione artigianale/industriale e casalinga
La produzione a livello artigianale (o industriale) di questi salami differisce leggermente, ma sostanzialmente, da quella domestica, per l'azione concomitante di diversi fattori. Innanzitutto la presenza di conservanti come il nitrito di potassio (E249), il nitrito di sodio (E250) ed il nitrato di potassio (E252), singolarmente o in associazione fra loro; sono spesso presenti inoltre antiossidanti come l'acido ascorbico (E300) o qualcuno dei suoi sali come l'ascorbato di sodio (E301). Talvolta si riscontra anche l'aggiunta di proteine del latte (sotto forma di latte in polvere) con destrosio o sciroppo di glucosio per accelerare il processo di stagionatura.
Di questi ingredienti (additivi alimentari), alcuni hanno il compito primario di garantire la conservazione e l'eliminazione di germi patogeni, come i nitriti ed i nitrati, i quali fanno anche assumere artificialmente alla carne un vivido colore rosso. Altri, come gli antiossidanti, agiscono su due ulteriori fattori che caratterizzano il salame:
impediscono che le fette di salame tagliate - ed il taglio stesso del salame (la cosiddetta "prima fetta"), possano cambiar di colore ossidandosi e diventando scure per effetto dell'ossigeno presente nell'aria; gli antiossidanti inoltre modificano leggermente anche il sapore del salame attraverso l'incremento dell'acidità complessiva.
Altri ingredienti come il latte in polvere e gli zuccheri, permettono di accelerare la maturazione del salame e quindi di commercializzarlo in tempi brevi (60-120 giorni) prima che la stagionatura porti ad una elevata riduzione di peso dell'insaccato che, per i salumi a lunga stagionatura casalinghi, può arrivare anche intorno al 35-39% del peso iniziale, fatto questo che porterebbe ad una notevole riduzione dei ricavi economici.
A livello industriale inoltre vengono aggiunti con frequenza anche particolari ceppi di batteri lattici selezionati, chiamati starter, che andranno a riprodursi proprio all'interno dello stesso impasto del salame durante la stagionatura. Il loro ruolo è quello, da un lato, anche per loro, di accelerare il processo di fermentazione durante la maturazione e dall'altro di attribuire al prodotto finale un particolare sapore dovuto proprio alla scelta di quei precisi lieviti precedentemente selezionati..

## Il consumo del salame gentile
Così come avviene per il salame all'aglio occorre distinguere i sapori, sempre gradevoli, del salame in ogni momento della stagionatura. Inoltre vale la stessa distinzione fra salame industriale/artigianale con conservanti da quello domestico senza conservanti. In tutti i casi, il modo più adatto per il consumo si rifà al classico menu per antipasti e merende: "pane e salame" dove per pane è perfettamente adatto la tipica coppia ferrarese che vanta il marchio IGP.